# Georg Sars
Georg Ossian Sars (Kinn, 20 aprile 1837 – Oslo, 9 aprile 1927) è stato uno zoologo norvegese.
Seguendo le orme del padre Michael Sars (1805-1869), Georg Sars si occupò prevalentemente di forme di vita marine e di acqua dolce, in particolare di crostacei (Mysidacei e Ostracodi) e di molluschi.